# Скоркі (Вишковський повіт)
Скоркі (пол. Skorki) — село в Польщі, у гміні Сомянка Вишковського повіту Мазовецького воєводства.
Населення — 233 особи (2011).
У 1975-1998 роках село належало до Остроленцького воєводства.

## Демографія
Демографічна структура станом на 31 березня 2011 року:
|          | Загалом | Допрацездатний вік | Працездатний вік | Постпрацездатний вік |
| -------- | ------- | ------------------ | ---------------- | -------------------- |
| Чоловіки | 123     | 26                 | 87               | 10                   |
| Жінки    | 110     | 23                 | 62               | 25                   |
| Разом    | 233     | 49                 | 149              | 35                   |